# Опівнічні діти
Опівнічні діти (англ. Midnight's Children) -  роман Салмана Рушді 1981 року. Книга отримала Букерівську премію 1981 року, а також Меморіальну премію Джеймса Тейта Блека. Американський тижневик "Тайм" включив його до списку 100 найкращих англомовних романів, опублікованих з 1923 по 2005 рік.
Твір розповідає про історичні події на Індійському субконтиненті з початку 20-го сторіччя. Головний герой і всезнаючий оповідач — Салім Синай, який описує у ретроспективі історію своїх предків. Так в алегоріях розкриваються вагомі події в історії Індії, застосовуючи купу художніх засобів, які й виділяють твір своєю казковістю.

## Зародження роману
Салман Рушді описує походження роману у передмові до ювілейного видання, опублікованого видавництвом "Рендом Хаус". За кошти проданих романів Салман подорожував Індією близько місяця, де країна його юності дала змогу глибше поглянути на соціальне положення індійців. Після того, як Індіра Ганді стала прем'єр-міністром Індії, вона наполегливо нав'язала Рушді створення майбутнього роману; одночасно він плекав задум написати про власну юність у Бомбеї.

## Магічний реалізм
Письменник Йохен Гібер вважає роман Салмана Рушді "оригінальним" подальшим розвитком магічного реалізму Габріеля Гарсіа Маркеса та Гюнтера Грасса. Цей "епохальний стиль оповіді" допоміг зробити роман чимось "надзвичайно новим" на момент його публікації.
"Опівнічні діти" - це явище між реальністю і магією. Салім дізнається, що всі діти, народжені в ніч проголошення незалежності Індії, мають особливі здібності. Як народжений рівно опівночі, він має найвидатнішу особливість: він може читати думки інших людей, а також бути їх посередником. Таким чином, він може вистежити опівнічних дітей, розкиданих по всій Індії та Пакистану зі своїми особливими завданнями, і запропонувати їм форум — у своїй голові, яка виступає в ролі медіума. Індія Саліма пронизана міфами й таємницями, магія — це більше, ніж забобони. Реальні історичні події вплетені в канву магії та незвичайних сил. 

## Теми

### Біографія\Історія сполучення
Доля героїв роману нерозривно пов'язана з історичними подіями. Час народження оповідача Саліма Сіная, опівнічна година 15 серпня 1947 року, є водночас часом заснування Індії, розвиток якої робить зрозумілим життя оповідача. 
Мати публічно оголошує про свою вагітність, щоб врятувати індуса від мусульманського погрому. "Здається, з моменту мого зачаття я був державною власністю". Очікування народження Саліма перетворюється на зворотний відлік часу. Період з 4 червня 1947 року до здобуття Індією незалежності сюжетно пов'язаний з очікуванням опівнічних дітей через урядову премію за перше народження. Ще під час пологів М. А. Джинна заснував Пакистан.

### Вигнання
Дід Саалем Сінай вивчав медицину в Німеччині й вперто відмовлявся адаптуватися. Лише повернувшись додому, він відчуває наслідки вигнання: його "наїжджені очі" перетворюють "красу" рідного дому на "тісноту". Він відчуває себе відкинутим у "ворожому оточенні". Його любовний досвід з німецькою однокурсницею Інгрід змінив його уявлення про жінок. Він стикається з презирством Інгрід до своєї віри. Він бачить себе і свою батьківщину колоніальним поглядом своїх друзів. Індія — а отже, і він сам — постає перед його друзями як вигадка їхніх предків (Васко да Гама). Як би його не сприймали за кордоном як екзотичного представника далекої батьківщини, йому важко по-справжньому повернутися. Він живе в "проміжному царстві".

### Час
Тема роману — неодночасність, відсутність об'єктивності навіть у часі: 
"Це було лише питанням часу", - сказав мій батько з усіма ознаками радості; але час, з мого досвіду, завжди був невизначеною річчю, на яку не можна покладатися. Його можна було б навіть розділити: Годинники в Пакистані випереджали індійські на півгодини [...] Пан Кемаль, який не хотів мати нічого спільного з розділом, любив повторювати: "Ось доказ ідіотизму їхнього плану". Ці люди з Ліги планують відлучитися на цілих тридцять хвилин! "Час без поділу, - вигукнув пан Кемаль, - це рішення! І С. П. Бутт сказав: "Якщо вони можуть ось так просто змінювати час, то що ще реально, я вас запитую? Що є правдою?"

### Колоніалізм
Центральною темою є боротьба Індії за незалежність. Зображено загальний страйк Ганді у 1918 році (1942) та різанину в Амрітсарі, а також об'єднання "Вільний іслам" та його розгром догматиками (1942). Розбіжності документально підтверджуються радикалізацією обох сторін. Згадуються також індуїстські підпали та здирництво мусульман у 1945 р. 
Родинний дім у Бомбеї стає притчею про передачу Індії Англією. Синайці та їхні сусіди [багаті індійці] купують маєток з чотирма будинками у Вільяма Метвольда, нащадка засновника англійського Бомбея [англійці]. Згідно з умовами договору купівлі-продажу, будинки мають бути передані разом з меблями, а все домашнє майно має зберігатися за новими власниками, принаймні, до моменту переходу права власності. Нові господарі пристосовуються до оточення і таким чином, за рідкісним винятком (Аміна), переймають англійський спосіб життя і мислення, аж до імітації розтягнутої оксфордської манери розмови.
Індія постає як "...міфічна країна, країна, яка ніколи не існувала б інакше, як завдяки зусиллям феноменальної колективної волі — хіба що уві сні, який ми всі погодилися бачити; це була масова фантазія, в якій різною мірою брали участь бенгальці і пенджабці, мадрасці і джати, і яка періодично потребувала санкції та оновлення, які можуть забезпечити лише криваві ритуали. Індія, новий міф — спільна вигадка, в якій все було можливо, казка, рівних якій були лише дві інші потужні фантазії: Гроші і Бог".

### Випадковість чи доля?
Життя героїв роману сповнене абсурду та збігів обставин: Німецькі друзі Аадама Асіза (дідусь Саліма), анархісти Ільзе та Оскар Лубіни, зустрічають свою смерть у гротескний спосіб. Оскар перечепився через шнурки й потрапив під колеса службового автомобіля. Ільза тоне на озері в Кашмірі. На противагу цьому, життя дідуся рятує приступ чхання, завдяки якому він рятується від залпу британських військових. Спроби людини переломити хід долі призводять скоріше до випадкових наслідків або залишаються безрезультатними. Інтерпретація історичних і особистих подій як навмисних завжди виглядає іронічно. 

## Український переклад
- Салман Рушді. «Опівнічні діти». Переклад з англійської: Наталя Трохим. Київ: Юніверс, 2007. 704 с. ISBN 966-8118-56-1